# بيزوكري
البيزوكري (Pizzoccheri) هو نوع من أنواع التالياتيلي أو (باستا شريطية مستوية) معمولة من 80 % طحين حنطة سوداء و20 % طحين حنطة.

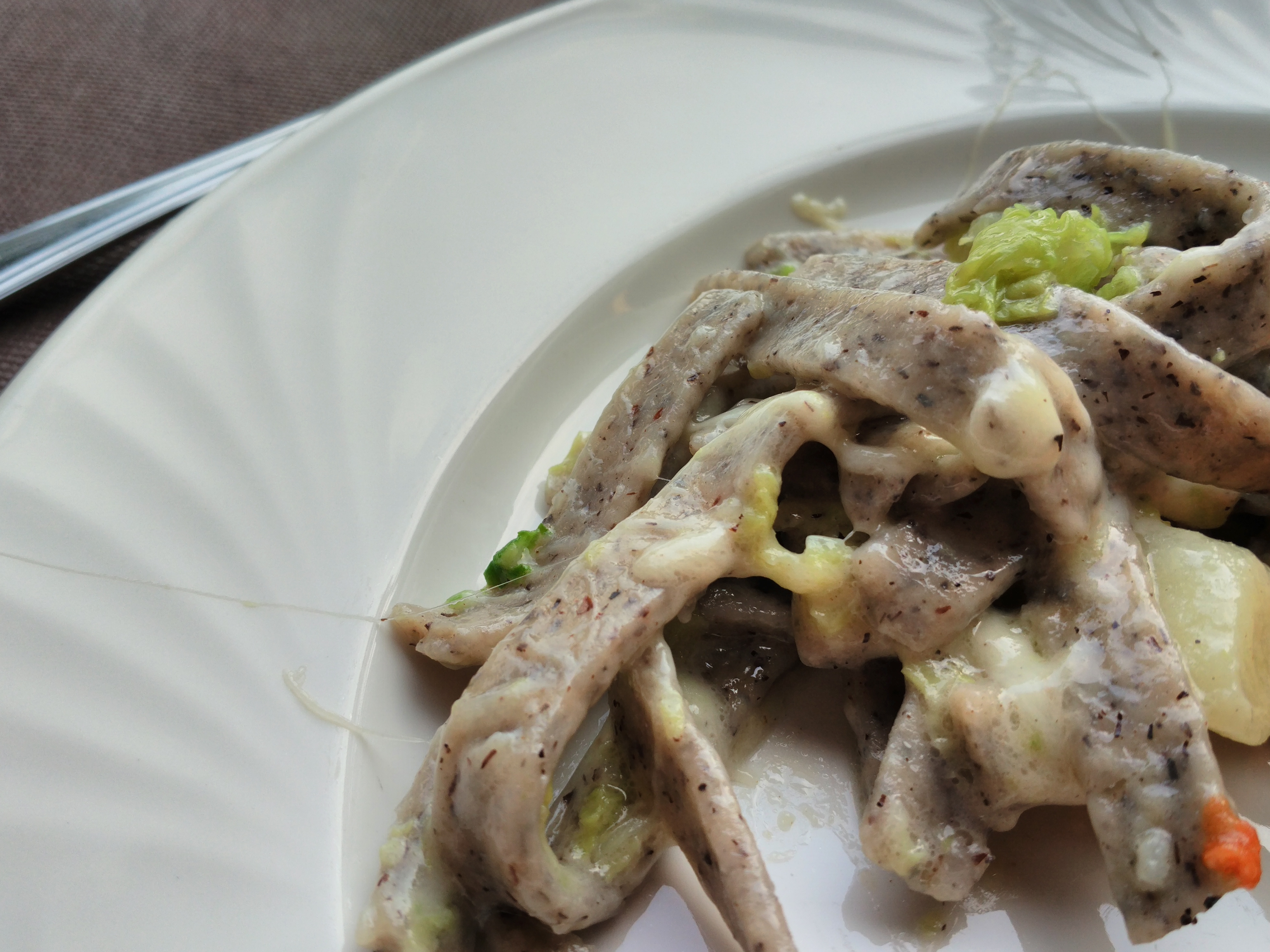
بيزوكري

يتم تحضيرها بشكل كلاسيكي في فالتلينا (Valtellina) وهي منطقة حدودية بين إيطاليا وسويسرا .
يتم طبخها عادة مع الخضارِ (شمندر سويسري في أغلب الأحيان)، و مكعبات البطاطا. هذا الخليط يوضع كطبقات بإضافة قطع جبن فالتالينية
(Valtellina Casera) و جبنة الجراند بادانو (Grana Padano) أو جبنة الريجيانو بارميزان ( Parmigiano Reggiano) و يتم تزيين الطبق بالثوم والميرميّة اللذان يتم قليهما قليلاً في الزبدة سوية.